# ويليام أديلين
ويليام أديلين (بالإنجليزية: William Adelin)‏؛ هو ابن الملك الإنجليزي هنري الأول من زوجته الأولى ماتيلدا الاسكتلندية وكذلك هو شقيق ماتيلدا ملكة إنجلترا، أصبح دوق نورماندي منذ 1115 حتى وفاته في عام 1120،  تزوج من ماتيلدا الأنجوية ابنة ملك بيت المقدس فولك وكذلك تعتبر شقيقة صهره جيفري كونت أنجو الذي تزوج في وقت لاحق من شقيقته الكبري ماتيلدا.

## الوفاة وكارثة السفينة البيضاء
توفي ويليام مع عدد من أتباعه في حادثة غرق السفينة البيضاء في 25 نوفمبر عام 1120 أثناء عبورها بحر المانش من بارفليور، فقد كانت السفينة البيضاء من أحدث وأسرع السفن الملكية التي بُنيت في ذلك الوقت.
لم تكن زوجة وليام معه في أثناء غرق السفينة بل كانت في سفينة أخرى وبعد نجاتها أصبحت راهبة في إحدى الأديرة، أدت وفاته المبكرة إلى أزمة خلافة والتي تطور إلى حرب أهلية استمرت للعقود منذ وفاة والده في 1135.

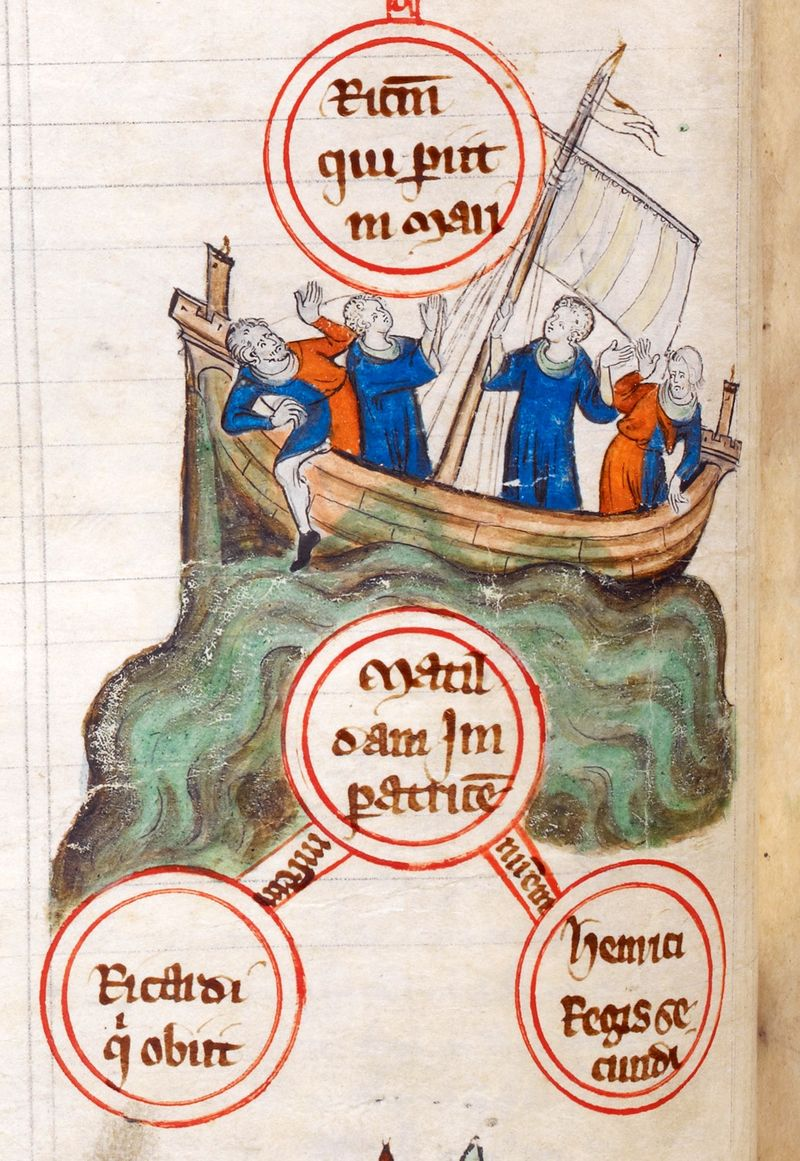
كارثة السفينة البيضاء التي توفي فيها ويليام الثالث عام 1120